# Куковец, Нино
Ни́но Ку́ковец (словен. Nino Kukovec; род. 6 мая 2001, Словень-Градец) — словенский футболист, нападающий клуба «Радомлье».

## Клубная карьера
Куковец — воспитанник клубов «Марибор» и итальянского «Фиорентина». В 2021 году игрок вернулся в Словению, присоединившись к «Целе». Нино так и не дебютировал за основной состав и по окончании сезона перешёл в «Иглезиас», а затем к «Бистрице» из Второй лиге Словении. Летом 2023 года Куковец подписал контракт с «Радомлье». 23 июля в матче против «Марибора» он дебютировал в чемпионате Словении. В поединке против «Муры» Нино забил свой первый гол за «Радомлье».

## Международная карьера
В 2018 году в составе юношеской сборной Словении Куковец принял участие в юношеском чемпионате Европы в Англии. На турнире он сыграл в матчах против команд Португалии, Швеции и Норвегии.